# Helenów Drugi (województwo mazowieckie)
Helenów Drugi – wieś w Polsce, w województwie mazowieckim, w powiecie gostynińskim, w gminie Szczawin Kościelny.
Do 2023 miejscowość była częścią wsi Helenów.
W latach 1975–1998 Helenów Drugi należał administracyjnie do województwa płockiego.